# Natação nos Jogos Pan-Americanos de 1999 - 50 m livre feminino
O evento dos 50 m livre feminino nos Jogos Pan-Americanos de 1999 foi realizado em Winnipeg, Canadá, em 7 de agosto de 1999. A última campeã dos Jogos Pan-Americanos foi  Angel Martino, dos Estados Unidos.
Essa corrida consistiu em uma volta em nado livre em piscina olímpica.
Nessa prova, Eileen Coparropa ganhou a primeira medalha do seu país na natação em todas as edições dos jogos..

## Resultados
Todos os tempos estão em minutos e segundos.
| CHAVE: | q | Mais rápidos não-classificados | Q | Classificados | GR | Recorde dos jogos | NR | Recorde nacional | PB | Melhor marca pessoal | SB | Melhor marca na temporada |

### Eliminatórias
A primeira fase foi realizada em 7 de agosto.
| Posição | Nome           | Nação              | Tempo | Notas |
| ------- | -------------- | ------------------ | ----- | ----- |
| 1       | Tammie Spatz   | USA Estados Unidos | 25.67 | Q     |
| 2       | -              | -                  | -     | Q     |
| 3       | -              | -                  | -     | Q     |
| 4       | Shannon Hosack | USA Estados Unidos | 26.22 | Q     |
| 5       | -              | -                  | -     | Q     |
| 6       | -              | -                  | -     | Q     |
| 7       | -              | -                  | -     | Q     |
| 8       | -              | -                  | -     | Q     |

### Final B
A final B foi realizada em 7 de agosto.
| Posição | Nome              | Nação          | Tempo | Notas |
| ------- | ----------------- | -------------- | ----- | ----- |
| 9       | Janet Cook        | CAN Canadá     | 26.97 |       |
| 10      | Talía Barrios     | PER Peru       | 27.22 |       |
| 11      | Florencia Szigeti | ARG Argentina  | 27.45 |       |
| 12      | S.Mojica          | PUR Porto Rico | 27.69 |       |
| 13      | Angela Chuck      | JAM Jamaica    | 28.13 |       |
| 14      | Valeria Silva     | PER Peru       | 29.06 |       |
| 15      | Aydee Pereyra     | BOL Bolívia    | 29.54 |       |
| 16      | Janelle Atkinson  | JAM Jamaica    | 30.01 |       |

### Final A
A final A foi realizada em 7 de agosto.
| Posição           | Nome             | Nação                 | Tempo | Notas |
| ----------------- | ---------------- | --------------------- | ----- | ----- |
| Medalha de ouro   | Tammie Spatz     | USA Estados Unidos    | 25.50 |       |
| Medalha de prata  | Eileen Coparropa | PAN Panamá            | 25.78 |       |
| Medalha de bronze | Laura Nicholls   | CAN Canadá            | 26.10 |       |
| 4                 | Shannon Hosack   | USA Estados Unidos    | 26.27 |       |
| 4                 | Flávia Delaroli  | BRA Brasil            | 26.27 |       |
| 6                 | Tatiana Lemos    | BRA Brasil            | 26.66 |       |
| 7                 | Siobhan Cropper  | TRI Trinidad e Tobago | 26.84 |       |
| 8                 | Leah Martindale  | BAR Barbados          | 26.91 |       |